# Karl Kalbfleisch
Karl Reinhold Kalbfleisch (* 3. November 1868 in Gelnhausen; † 7. Februar 1946 ebenda) war ein deutscher Klassischer Philologe.

## Leben
Karl Kalbfleisch war der Sohn von Konrad Kalbfleisch und dessen Frau Emilie, Tochter des Buchdruckers und Verlegers Karl Reinhold Janda (1805–1869). Er besuchte das Gymnasium in Hanau und studierte an den Universitäten Leipzig und Berlin. In Berlin wurde er zum Doktor der Philosophie promoviert. Anschließend führte er hier medizinische Studien durch. Kalbfleisch unternahm 1894 und 1897 wissenschaftliche Reisen nach Paris, war 1899 in Italien und 1903 in England.
1898 habilitierte er sich an der Universität Freiburg. 1900 wurde er außerordentlicher Professor an der Universität Rostock. In gleicher Funktion ging er 1903 an die Universität Marburg, wurde daselbst 1904 ordentlicher Professor und 1913 ordentlicher Professor für klassische Philologie an der Universität Gießen. Kalbfleisch, der sich im Wintersemester 1919/20 als Rektor der Alma Mater an den organisatorischen Aufgaben der Gießener Hochschule beteiligt hatte, wurde 1919 zum Ehrendoktor der medizinischen Fakultät der Universität Rostock ernannt. Er wurde 1930 Mitglied der Association Egyptologique Reine Elisabeth. Nach der Machtübernahme und der Gleichschaltung des nationalsozialistischen Hochschulbetriebs wurde er 1934 emeritiert.
Bereits 1933 war er Leiter der beiden Gießener Papyrussammlungen geworden und übte diese Aufgabe bis 1944 aus. Nachdem ein Bombenangriff sein Haus zerstört hatte, zog er sich in seinen Geburtsort zurück, wo er zwei Jahre später starb. Kalbfleischs medizinische, natur- und geschichtswissenschaftliche Arbeiten erstreckten sich besonders auf Papyrusschriften, die er von seinem Großvater erhalten hatte. Da er keine Nachkommen aus seinen zwei Ehen hatte, überließ er diese Papyrussammlung der Universität Gießen.
Kalbfleisch war seit dem Wintersemester 1911/12 Mitglied des Philologisch-Historischen Vereins Marburg, der später in der Marburger Burschenschaft Rheinfranken aufging.

## Schriften
- In Galeni de placitis Hippocratis et Platonis libros observ. Criticae. Berlin 1892
- D. neuplat. Schrift Pros Gauron. Berlin 1895
- Galeni Institutio logica. Leipzig 1896
- Über Galens Einleitung in die Logik. Leipzig 1897
- Galeni de victu altenuante liber. Leipzig 1898
- Papyri Argentorat. Graecae. Rostock 1901
- Papyri Graecae musei Brit. Et musei Berol. Rostock 1902
- Galeni de causis continentibus libellus. Marburg 1904
- Griechische Papyri medizinischen und naturwissenschaftlichen Inhalts. Berlin 1905
- Simplicii In Aristotelis Categorias commentarium. Berlin 1907
- Die Demokratie im Urteil griechischer Denker. Gießen 1920
- Griechische Familienpapiere aus Ägypten. Worms 1926 (Digitalisat)